# Али Макгроу
Елизабет Алис „Али“ Макгроу (на английски: Elizabeth Alice "Ali" MacGraw) е американска актриса.

## Биография
Али Макгроу е родена на 1 април 1939 г. в Паунд Ридж, Ню Йорк. Дъщеря е на рекламните художници Франсис (по баща Клайн; 1901 – 1980) и Ричард Макгроу. Тя има един брат Дик, който е художник. Майка ѝ е еврейка, дъщеря на емигранти от Будапеща, Унгария. Майката на Макгроу не разкрива произхода на баща си.
Макгроу посещава „Rosemary Hall“ в Гринуич, Кънектикът и „Wellesley College“ в Уелсли, Масачузетс.

### Кариера
За първи път привлича вниманието с ролята си във филма „Сбогом, Колумб“ (1969 г.), за който печели наградата „Златен глобус“ за най-обещаваща нова актриса. Придобива международна слава с ролята си във филма „Любовна история“ (1970 г.), за която е номинирана за награда „Оскар“ за най-добра актриса и печели награда „Златен глобус“ за най-добра актриса. През 1972 г. е избрана за най-добрата звезда на бокс офиса в света и е удостоена с церемония за оставяне на отпечатъци на ръцете и стъпалата ѝ пред Китайския театър на Грауман, след като е участвала само в три филма.
Продължава да играе в популярни филми като „Бягството“ (1972 г.) и „Конвой“ (1978 г.), както и в романтичната спортна драма „Играчите“ (1979 г.), комедията „Просто ми кажи какво искаш“ (1980 г.) и телевизиония минисериал на историческа основа „Ветровете на войната“ (1983 г.). През 1991 г. тя публикува автобиографията „Moving Pictures“.

### Личен живот
Докато е в колежа, Макгроу се запознава с Робин Хоен, банкер, завършил Харвард, двамата се женят на 24 октомври 1960 г. Те се развеждат година и половина по-късно. Хоен почива на 13 септември 2016 г.
След първия си развод Макгроу има поредица от връзки и един аборт (процедурата по това време все още е незаконна).
На 24 октомври 1969 г. Макгроу се омъжи за филмовия продуцент Робърт Евънс. Синът им Джош Еванс е актьор, режисьор, продуцент и сценарист. Те се разделят през 1972 г., след като тя се замесва в публична афера със Стийв Маккуин на снимачната площадка на „Бягството“. Тя се омъжва за Маккуин на 12 юли 1973 г. в Шайен, Уайоминг, и се развежда с него през август 1978 г.
След развода си с Маккуин тя излиза с Уорън Бейти, Рик Данко, Бил Хъдсън, Роналд Майер, Род Страйкър, Фран Таркентън, Питър Уелър, Хенри Улф и Мики Рафаел.
Автобиографията на Макгроу разкрива нейната борба с алкохола и сексуалната зависимост.

## Избрана филмография
| Година | Филм            | Оригинално заглавие | Роля              | Режисьор    |
| ------ | --------------- | ------------------- | ----------------- | ----------- |
| 1970   | Любовна история | Love Story          | Дженифър Кавилери | Артър Хилър |
| 1972   | Бягството       | The Getaway         | Карол Маккой      | Сам Пекинпа |
| 1978   | Конвой          | Convoy              | Мелиса            | Сам Пекинпа |